# 徳井直生
徳井 直生（とくい なお、1976年 - ）は日本のアーティスト、人工知能研究者であり、株式会社Qosmo代表取締役、DJ。工学博士（東京大学）。滋賀大学データサイエンス学部客員教授。元慶應義塾大学准教授。

## 概要
AIを用いたインスタレーション作品群で知られる人工知能を用いたメディア表現の研究者であり、AIのDJと自分が一曲ずつかけ合うスタイルでのDJパフォーマンスである「AI DJ」を国内外で行う。Google I/O 2019ではAI DJのパフォーマンスを行った。 また、アーティストとしてはPROGRESSIVE FOrM、op.discといったレーベルでの活動やNujabesとのコラボレーションなどで知られ、 NTTインターコミュニケーション・センター（ICC）や山口情報芸術センター（YCAM）での作品展示も多数行う。2019年4月より慶應義塾大学湘南藤沢キャンパス（環境情報学部 / 政策・メディア研究科）に准教授として着任（2023年3月に退任）。
2021年にAIと人の創造性に関する考察、それまでの活動をまとめた著書『創るためのAI ―機械と創造性のはてしない物語』を出版し、第30回 大川出版賞 を受賞した。

## 略歴
- 1976年 石川県で生まれる
- 1995年 金沢大学附属高等学校 卒業
- 1999年 東京大学工学部電子工学科 卒業
- 2001年 東京大学大学院工学系研究科電子情報工学専攻 修士課程 修了
- 2004年 東京大学大学院工学系研究科電子工学専攻 博士課程 修了
- 2004年 - 2005年 ソニーコンピュータサイエンス研究所パリ客員研究員
- 2005年 - 2006年 Cité Universitaire de Parisレジデントアーティスト
- 2006年 - 2009年 国際メディア研究財団 研究員
- 2007年 - 2010年 東京藝術大学 非常勤講師
- 2009年 - 株式会社Qosmo設立
- 2018年 - 九州大学グローバルイノベーションセンター 客員准教授
- 2019年 - 慶應大学大学院政策・メディア研究科 准教授（2023年3月退任）
- 2021年 - 第30回 大川出版賞 受賞 (創るためのAI ―機械と創造性のはてしない物語―)

## 作品
- Furniture Music(s) (2021)
- Israel Galván + YCAM “Israel & イスラエル” (2019)
- AI DJ (2016 - )
- Imaginary Landscape (2018)
- Imaginary Soundwalk (2018)
- Imaginary Soundscape (2017)
- The Latent Future (2017)
- Brian Eno’s ‘The Ship’ - A Generative Film (2016)
- Massh! - A collective Web Interface for Mashup music (2008)

## ディスコグラフィ
- Mind The Gap (CD, Album) - Nao Tokui (2003)
- Environmental Report (CD) - Nao Tokui, Tamrax, Anagma - (2004)
- Casa Royale / Nao Tokui - We All Need Love (Remix) / Ninety Six (12") (2002)
- The First Train (12") (2004)
- Rotation (12") (2004)
- Riow Arai & Nao Tokui - Arai / Tokui (12") (2005)
- Urbanforest (Nujabes & Nao Tokui) - Rotary Park (2003)